# Хусје
Хусје (швед. Hosjö) је једно предградско насеље у Фалуну, у Шведској. Хусје формира најзападнији део града са кућама.

## Име
Постоје тврдње да реч Ho, у имену Hosjö, на старом шведском језику значи вода. Реч sjö на шведском значи језеро.